# Бела кафа (представа)
Бела кафа је позоришна представа коју је режирао Милан Нешковић, према комаду Александра Поповића. Премијерно је приказана 4. маја 2015. у позоришту Народном позоришту у Београду.
Комад садржи аутобиографске мотиве писца комада Александра Поповића, рођеног у имућној породици, касније је био заточеник на Голом отоку и по изласку приморан да ради тешке физичке послове да би преживео.
Представа се од премијере у континуитету игра не репертоару Народног позоришта. Током пандемије корона вируса, публици је представа приказана путем интернета.
Декор и костими су израђени у радионицама Народног позоришта у Београду.

## Радња
Радња представе се одвија од 1941. до 1955. године, а у њеном средишту је распад породице индустријалца који је као богат човек дочекао Други светски рат.
Завршетак рата индустријалцима и предратним елитама доноси нове проблеме. Додатни проблеми настају када се део породице сукоби по идеолошкој основи.

## Улоге
| Лица             | Глумци            |
| ---------------- | ----------------- |
| Момчило Јабучило | Бранко Видаковић  |
| Мајка Јања       | Олга Одановић     |
| Дели Јова        | Павле Јеринић     |
| Црква Ружица     | Вања Ејдус        |
| Срђа Злопоглеђа  | Ненад Стојменовић |
| Зора Шишарк      | Нада Шаргин       |
| Радио-каскадер   | Предраг Ејдус     |
| Шлагер-певач     | Небојша Бабић     |